# Populierenteelt

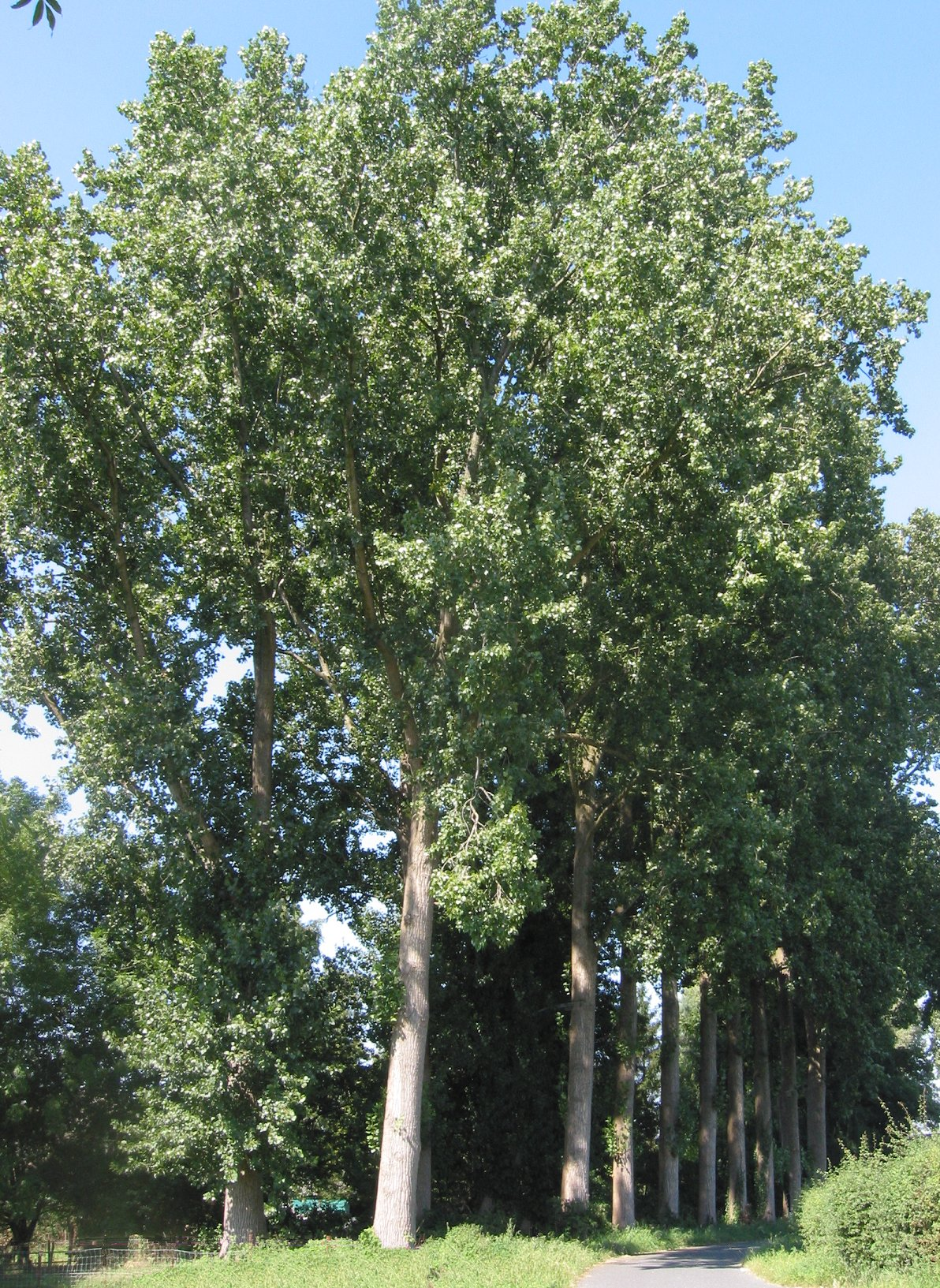
Rij populieren

Populierenteelt is het telen van populieren. Deze werden voorheen veelvuldig geplant in Nederland en Vlaanderen, zowel in bosverband als in rijbeplanting langs wegen, kanalen of erfafscheidingen, en soms als knotboom. Ook solitair (alleenstaand) worden populieren aangeplant.
Een populierenbos heeft gewoonlijk weinig natuurwaarde. Mede daardoor bereikte de aanplant aan het eind van 20e eeuw en het begin van de 21e eeuw in Nederland en Vlaanderen een dieptepunt, zozeer zelfs dat het als bedreigend wordt gezien voor de industrie die populieren verwerkt.

## Rijbeplanting
In rijbeplanting dienen populieren niet alleen als afscheiding, maar vaak ook als windkering, vooral in de fruitteelt, waar veel boomgaarden geheel omringd zijn met deze hoge bomen. Men kiest daarvoor rassen die met een laag beginnende kruin en een veelheid aan bladeren de windkracht al dicht bij de grond kunnen verminderen.
Ook huizen kunnen worden beschermd door bomenrijen. Toen er in het laatste kwart van de 20e eeuw verscheidene 17e-eeuwse boerderijen instortten, bleek uit onderzoek dat deze niet gebouwd waren voor de windsnelheden die in de jaren zeventig voorkwamen, maar dat de muren de eeuwen getrotseerd hadden dankzij windsingels. Vanwege de functie als windbreker is de populier typerend voor de winderige lage landen, zoals Marsman bezingt in zijn Herinnering aan Holland:

Rijen ondenkbaar

ijle populieren

als hooge pluimen

aan den einder staan;

en in de geweldige

ruimte verzonken

de boerderijen

verspreid door het land

## Soorten
Populieren zijn gewoonlijk hoge, smalle sterk op elkaar gelijkende bomen. Dit is het gevolg van menselijk ingrijpen door middel van selecteren en klonen ten behoeve van de houtproductie. Soorten in het wild planten zich voort door middel van zaad en zijn daarom ongelijk. Het geslacht Populus kent ongeveer 35 soorten. Deze komen voor op het noordelijk halfrond. In Europa, Noord-Afrika, Azië en Amerika. Het geslacht kent een aantal bijzondere soorten, bijvoorbeeld P. lasiocarpa die bladeren heeft van 30 cm lang en 15 cm breed.
De populier die het meeste is aangeplant is de Canadese populier (Populus × canadensis). Waarschijnlijk zijn zeven van de tien populieren Canadese. Het is een kruising tussen de zwarte populier en de Amerikaanse populier (P. nigra × P. deltoides). Vooral de kloon 'Robusta', in Vlaanderen ook wel een Canada (Canadaalder) genoemd, is veelvuldig aangeplant.
Daarna komt op beperktere schaal de Grauwe abeel (Populus × canescens) voor. Dit is een kruising tussen de witte abeel (P. alba) en ratelpopulier (P. tremula). Aangeplant in kleine hoeveelheden zijn P. alba, P. simonii en P. trichocarpa. Soorten die als sierboom zijn aangeplant, maar zeer weinig voorkomen zijn P. lasiocarpa, P. wilsonii en diverse cultivars.
Als bosboom worden de zwarte balsemhybriden (P. × interamericana) gebruikt. Dit zijn kruisingen tussen populierensoorten uit de sectie Aigeiros (zwarte populieren) en de sectie Tacamahaca (balsempopulieren).

## Cultivars en klonen
Er zijn veel cultivars, rassen en klonen van kruisingen tussen diverse soorten. Er zijn ook cultivars van soorten. Deze worden ongeslachtelijk vermeerderd. In Nederland zijn er door de tijd heen een kleine honderd verschillende klonen gebruikt. Men kan deze opdelen in het oude en nieuwe sortiment. Het oude sortiment bestaat uit een twintigtal natuurlijke kruisingen. Deze zijn ontstaan tussen 1750 en begin 1900 in Europa. Een aantal klonen hiervan (onder andere Brabantica en Eugenei) zijn door de jaren heen verdrongen door beter groeiende. Deze planten met vaak een bijzondere geschiedenis komen nu nagenoeg niet meer voor. Een aantal andere klonen (onder andere Forndorf, Heidemij en Serotina) komen nog voor als oude bomen langs wegen of op erven. Vanwege hun leeftijd en door gebrek aan kennis van klonen verdwijnen ze echter in snel tempo. Er zijn ook klonen waarmee het zeer goed is vergaan. Robusta bijvoorbeeld is in 1895 in Frankrijk ontstaan. Het is een zeer succesvolle populier en is over de hele wereld aangeplant. In Nederland bestond midden jaren tachtig de helft van alle populieren uit Robusta. Klonen van het nieuwe sortiment zijn ontstaan uit kunstmatige kruisingen. Deze zijn vervolgens geselecteerd op snelle rechte groei, ziekteresistentie en stekbaarheid.
In het Horsterwold bij Zeewolde is een "populetum" (populierenbos) aangeplant. Hierin werd onderzoek gedaan naar de geschiktheid van de diverse populieren in Nederland. In het Fluitbos in natuurgebied Oostvaardersplassen was de selectie 'Barn' aangeplant; deze bomen maken meer cellulose aan en minder lignine, wat voor de houtvorming zorgt. 'Barn' bleek niet erg stormvast en heeft veel windschade opgelopen.

## Groeiplaatsen
Bij de rassenkeuze wordt onderscheid gemaakt tussen het kustgebied, de overgangszone en het binnenland. In het binnenland kunnen alle rassen gebruikt worden. In het kustgebied wordt de groei en de vorm van de bomen sterk beïnvloed door de wind. De zwarte populier is goed bestand tegen harde (zee)wind en floreert op zware klei, beter dan de meeste andere bomen. Van nature komt deze zeldzaam geworden populier voor op lage vochtige gronden, bijvoorbeeld aan rivieroevers. P. heterophylla groeit in moerassen. P. simonii echter, groeit van nature in het semiwoestijngebied van China.

## Vermeerdering
De meeste populieren worden vermeerderd door winterstek. Populieren uit de Sectie Leuce (de abelen en ratelpopulieren) zijn moeilijk of niet door winterstek te vermeerderen en worden meestal geënt op Populus alba 'Raket'. Vermeerdering op eigen wortel heeft echter de voorkeur.
Andere populieren soorten die ook niet door winterstek kunnen worden vermeerderd zijn P. heterophylla, P. lasiocarpa en P. wilsonii. Deze komen uit de Sectie Leucoides (de grootbladige populieren). Ze worden wel geeënt op P. balsamifera.
Ook worden populieren uit zaad vermeerderd onder andere P. tremula, P. lasiocarpa en soorten voor de ontwikkeling van houtproductie. Kieming vindt plaats onder vochtige omstandigheden al binnen 2 dagen. Het zaad verliest snel zijn kiemkracht.

## Ziekten en plagen
Bladziekten kunnen vroege bladval in het najaar veroorzaken.
Roest (Melampsora larici-populina) is de meest voorkomende bladziekte. Er zijn 5 fysio's, waar de rassen verschillend vatbaar voor zijn. Het uit zich aan de onderzijde van het blad. Hier zijn oranjebruine sporen hoopjes te vinden. Belangrijk is dat populieren niet in de buurt van lariks, een belangrijke waardplant, geplant worden. Alleen rassen met een goede weerstand kunnen worden aangeplant. Onder andere P. ×canadensis 'Hees' en P. ×canadensis 'Koster' en de rassen van de grauwe abeel hebben een goede weerstand tegen alle fysio's. De zwarte populier heeft een matige weerstand tegen alle fysio's.
Een andere bladziekte is bladvlekkenziekte (Marssonina brunnea), waarbij op de bladeren olijfgroene of bruinzwarte vlekken ontstaan.

## Imago
De Stichting Populier heeft als doelstelling het bevorderen van de aanplant van populieren in Nederland en Vlaanderen door middel van publiek- en praktijkvoorlichting en onderzoek. Ze spant zich in om het imago van de populier te verbeteren.